# Méliphage de San Cristobal
Meliarchus sclateri
Genre
Espèce
Statut de conservation UICN

 LC  : Préoccupation mineure
Le Méliphage de San Cristobal (Meliarchus sclateri) est une espèce de passereaux de la famille des Meliphagidae, l'unique représentante du genre Meliarchus.

## Répartition
Il est endémique de San Cristobal (îles Salomon).